# Discothèque
«Discothèque» es el primer sencillo del disco Pop perteneciente a la banda irlandesa U2.

## Composición
Contó con la producción del británico Mark "Flood" Ellis y está considerado por Bono como "un homenaje y al mismo tiempo una parodia" de la música dance de los años 1970 y 1980 [cita requerida], es un tema de rock eléctrico y vibrante, con un pegadizo riff de intro de la mano de The Edge. El sencillo fue un éxito en varias listas alcanzando el número uno en países como Irlanda, Reino Unido, Italia, Finlandia, Noruega y Nueva Zelanda. En los Estados Unidos, lideró las listas de música dance y el Modern Rock Tracks y llegó al número 10 del Hot 100 de la revista Billboard. La canción abrió algunos conciertos en el POPMART Tour ,,
El vídeo fue dirigido por Stéphane Sednaoui y en él, muestra a los integrantes del grupo bailando en una disco, imitando los pasos coreográficos de los "Village People" y de la película Fiebre de Sábado por la Noche.

## En directo
La canción fue tocada en directo por el grupo durante todo el PopMart Tour de 1997-98, y también durante la primera manga de la siguiente gira, la Elevation Tour de 2001. Hizo también dos apariciones esporádicas en el Vertigo Tour en 2005. Después no volvió a ser utilizada en ningún concierto.

## Lista de canciones
| CD (854 774-2) / Casete (854 774-4) / Vinilo de 12" (422-854 774-7) |                                  |          |  |
| N.º                                                                 | Título                           | Duración |  |
| 1.                                                                  | «Discothèque» (versión para 12") | 5:08     |  |
| 2.                                                                  | «Holy Joe» (Garage mix)          | 4:21     |  |

| CD (854 775-2) |                             |          |  |
| N.º            | Título                      | Duración |  |
| 1.             | «Discothèque» (12" version) | 5:08     |  |
| 2.             | «Holy Joe» (Garage mix)     | 4:21     |  |
| 3.             | «Holy Joe» (Guilty mix)     | 5:08     |  |

| CD (854 877-2) |                                      |                                       |          |  |
| N.º            | Título                               | Remezclado / producción adicional por | Duración |  |
| 1.             | «Discothèque» (DM Deep Club mix)     | David Morales y Satoshi Tomiie        | 6:58     |  |
| 2.             | «Discothèque» (Howie B, Hairy B mix) | Howie B                               | 7:39     |  |
| 3.             | «Discothèque» (Hexidecimal mix)      | Steve Osborne                         | 7:21     |  |
| 4.             | «Discothèque» (DM Tec Radio Mix)     | David Morales y Satoshi Tomiie        | 3:46     |  |

## Posicionamiento en listas y certificaciones
| País           | Lista (1997)              | Mejor posición | Ref.  |
| -------------- | ------------------------- | -------------- | ----- |
| Alemania       | Media Control AG          | 9              | [ 1 ] |
| Australia      | ARIA Charts               | 3              | [ 1 ] |
| Austria        | Ö3 Austria Top 40         | 9              | [ 1 ] |
| Bélgica        | Ultratop 50 flamenca      | 14             | [ 1 ] |
| Bélgica        | Ultratop 40 valona        | 5              | [ 1 ] |
| Canadá         | RPM Singles Chart         | 2              | [ 2 ] |
| Estados Unidos | Billboard Hot 100         | 10             | [ 3 ] |
| Estados Unidos | Hot Dance Music/Club Play | 1              | [ 3 ] |
| Estados Unidos | Hot Dance Singles Sales   | 1              | [ 3 ] |
| Estados Unidos | Mainstream Rock Tracks    | 6              | [ 3 ] |
| Estados Unidos | Modern Rock Tracks        | 1              | [ 3 ] |
| Estados Unidos | Top 40 Mainstream         | 40             | [ 3 ] |
| Finlandia      | Finland's Official List   | 1              | [ 1 ] |
| Francia        | SNEP Charts               | 12             | [ 1 ] |
| Irlanda        | Irish Singles Chart       | 1              | [ 4 ] |
| Italia         | FIMI                      | 1              | [ 5 ] |
| Noruega        | VG-lista                  | 1              | [ 1 ] |
| Nueva Zelanda  | RIANZ Charts              | 1              | [ 1 ] |
| Países Bajos   | Dutch Top 40              | 9              | [ 6 ] |
| Reino Unido    | UK Singles Chart          | 1              | [ 7 ] |
| Suecia         | Hitlistan                 | 2              | [ 1 ] |
| Suiza          | Schweizer Hitparade       | 6              | [ 1 ] |

| País           | Organismo certificador | Certificación    | Ref.   |
| -------------- | ---------------------- | ---------------- | ------ |
| Australia      | ARIA                   | Disco de Platino | [ 8 ]  |
| Estados Unidos | RIAA                   | Disco de Oro     | [ 9 ]  |
| Reino Unido    | BPI                    | Disco de Plata   | [ 10 ] |

### Sucesión en listas
| Anterior: «#1 Crush» de Garbage                                       | Modern Rock Tracks — Sencillo Nro 1 1 de febrero de 1997 — 1 de marzo de 1997       | Siguiente: «Lakini's Juice» de Live            |
| Anterior: «I Finally Found Someone» de Barbra Streisand & Bryan Adams | Irish Singles Chart — Sencillo Nro 1 8 de febrero de 1997 — 21 de febrero de 1997   | Siguiente: «Don't Speak» de No Doubt           |
| Anterior: «Ain't Nobody» de LL Cool J                                 | UK Singles Chart — Sencillo Nro 1 9 de febrero de 1997 — 15 de febrero de 1997      | Siguiente: «Don't Speak» de No Doubt           |
| Anterior: «Insomnia» de Faithless                                     | Hot Dance Music/Club Play — Sencillo Nro 1 22 de marzo de 1997 — 5 de abril de 1997 | Siguiente: «People Hold On» de Lisa Stansfield |